# Rajd Dolnośląski 2001
Zimowy Rajd Dolnośląski 2001 – 15. edycja Zimowego Rajdu Dolnośląskiego. Był to rajd samochodowy rozgrywany od 16 do 17 lutego 2001 roku. Była to pierwsza runda Rajdowych Samochodowych Mistrzostw Polski w roku 2001. Rajd składał się z szesnastu odcinków specjalnych (anulowano dwa odcinki).

## Wyniki końcowe rajdu[1]
| Miejsce | Kierowca            | Pilot            | Samochód                 | Czas      | Strata   | Grupa Klasa |
| ------- | ------------------- | ---------------- | ------------------------ | --------- | -------- | ----------- |
| 1       | Leszek Kuzaj        | Andrzej Górski   | Toyota Corolla WRC       | 1:31:13.6 | -        | A8          |
| 2       | Krzysztof Hołowczyc | Maciej Wisławski | Peugeot 206 WRC          | 1:33:28.5 | +2:14.9  | A8          |
| 3       | Łukasz Sztuka       | Zbigniew Cieślar | Seat Cordoba WRC Evo3    | 1:35:19.0 | +4:05.4  | A8          |
| 4       | Sebastian Frycz     | Maciej Wodniak   | Mitsubishi Lancer Evo V  | 1:38:07.0 | +6:53.4  | N4          |
| 5       | Paweł Dytko         | Tomasz Dytko     | Mitsubishi Lancer Evo VI | 1:38:29.6 | +7:16.0  | N4          |
| 6       | Michał Uliarczyk    | Bartosz Pyszny   | Mitsubishi Lancer Evo VI | 1:38:38.1 | +7:24.5  | N4          |
| 7       | Magdalena Cieślik   | Magdalena Lukas  | Mitsubishi Lancer Evo IV | 1:47:46.3 | +16:32.7 | N4          |
| 8       | Damian Jurczak      | Ryszard Ciupka   | Fiat Punto Kit Car       | 1:48:45.6 | +17:32.0 | A6          |
| 9       | Dariusz Poloński    | Grzegorz Dobosz  | Peugeot 106 Rallye       | 1:52:02.3 | +20:48.7 | N2          |
| 10      | Marcin Majcher      | Daniel Leśniak   | Citroën Saxo VTS         | 1:52:30.7 | +21:17.1 | N2          |